# کن هاسا
کن هاسا (به انگلیسی: Ken Huszagh) (زادهٔ ۳ سپتامبر ۱۸۹۱) شناگر اهل ایالات متحده آمریکا است.